# Понте (Виченца)
Понте (итал. Ponte) је насеље у Италији у округу Виченца, региону Венето.
Према процени из 2011. у насељу је живело 26 становника. Насеље се налази на надморској висини од 516 м.